# Parancistrocerus inflaticeps
Parancistrocerus inflaticeps är en stekelart som beskrevs av Giordani Soika 1995. Parancistrocerus inflaticeps ingår i släktet Parancistrocerus och familjen Eumenidae. Inga underarter finns listade i Catalogue of Life.